# François Simon (actor)
François Simon (16 de agosto de 1917 – 5 de octubre de 1982) fue un actor teatral y cinematográfico, y también escenógrafo, de nacionalidad suiza.

## Biografía
Nacido en Ginebra, Suiza, su verdadero nombre era Michel Simon, y era hijo del actor Michel Simon.
François Simon comenzó su carrera con Charles Dullin y Georges Pitoëff en París (1936-1938) y, tras la muerte del último, dirigió su primera obra teatral, Le Pain dur, de Paul Claudel. En ese período frecuentó los miércoles de Jean-Louis Barrault. 
En 1939 hizo su primera actuación cinematográfica con Circonstances atténuantes, film de Jean Boyer en el que también actuaba su padre. 
Entre 1943 y 1946, y con el nombre de Michel Simon Fils, colaboró con la Compagnie des Cinq, junto a su compañera Jutta y William Jacques. En 1945 se casó con Jutta Simon. En París, en 1946, hizo el papel de soldado en Historia del soldado, de Charles Ferdinand Ramuz y Ígor Stravinski. Entre 1948 y 1954 trabajó en el Théâtre de Poche de Ginebra, dirigido por Fabienne Faby y William Jacques, y en 1955 formó un efímero grupo teatral, L'Avant Scène. Dos años después, junto a Philippe Mentha, llevó a escena Hamlet. Ese mismo año actuó en uno de los mejores filmes alemanes de la época, Bäckerei Zurrer, de Kurt Früh.
En 1958 fundó, junto a Louis Gaulis, Philippe Mentha y Pierre Barrat, el Théâtre de Carouge que se instaló en la sala Cardinal Mermillod. El estreno tuvo lugar el 30 de enero de 1958 con la pieza Noche de reyes, de Shakespeare, dirigida por François Simon, que fue el primer director del teatro. La última representación del Théâtre de Carouge en la sala Cardinal Mermillod tuvo lugar nueve años más tarde, el 1 de abril de 1967, llevando a escena Le Serviteur absolu, obra de Louis Gaulis. 
A partir de 1967 trabajó como actor independiente, y en Montreal hizo el papel principal de la pieza de Max Frisch La Muraille de Chine, que fue un triunfo. A lo largo de su trayectoria teatral, Simon decidió actuar en obras de grandes autores como Shakespeare, Pirandello, Chéjov, Beckett, Goldoni, Dürrenmatt, etc.
En 1969 falleció su esposa, Jutta, con la que había tenido dos hijas, Maya Simon (actriz y directora nacida en 1945) y Martine Simon (que actuó con su padre en Mourir d'aimer).
En el mismo 1969, él hizo el papel principal de la cinta Charles mort ou vif, de Alain Tanner. A partir de esta película, François Simon, que era sobre todo un actor teatral, desarrolló una constante actividad en la gran pantalla. Así, en los años siguientes rodó películas bajo la dirección de cineastas como André Cayatte, Francesco Rosi y Patrice Chéreau.
Más adelante se casó con Ana Giugariu, nacida el 21 de junio de 1938, una escritora y cineasta rumana.
François Simon falleció en 1982 en Ginebra, Suiza. El Consejo Administrativo de Ginebra rehusó, por tres votos contra dos, el que fuera enterrado en el Cementerio de los Reyes (el Panteón de la ciudad de Ginebra). En 1989, el Consejo revocó su decisión, y los restos de Simon fueron trasladados desde Carouge a Ginebra, donde reposan actualmente junto a los del escritor argentino Jorge Luis Borges.

## Teatro
- 1941 : « La Compagnie des cinq », grupo de actores jóvenes
- 17 de abril de 1952 : « L'Histoire du soldat »
- Apertura del Théâtre de Carouge en enero de 1958
- 1962 : Réussir à Chicago, de Walter Weideli
- 1964 : Le Banquier sans visage, chronique des temps qui changent, de Walter Weideli, escenografía de Jean Vilar, Gran teatro de Ginebra
- 1968 : Thomas More ou l'homme seul, de Robert Bolt, escenografía de William Jacques, Théâtre des Célestins
- 1973 : Toller, de Tankred Dorst, escenografía de Patrice Chéreau, Teatro Nacional Popular
- 1974 : Toller, de Tankred Dorst, escenografía de Patrice Chéreau, Teatro del Odéon
- 1975 : Lear, de Edward Bond, escenografía de Patrice Chéreau, Teatro Nacional Popular, Teatro Nacional de Bélgica y Teatro del Odéon
- 1977 : Loin d’Hagondange, de Jean-Paul Wenzel, escenografía de Patrice Chéreau, Teatro de la Porte Saint-Martin

## Filmografía
- 1936 : Sous les yeux d'Occident, de Marc Allégret
- 1939 : Fric-Frac, de Maurice Lehmann
- 1939 : Circonstances atténuantes, de Jean Boyer
- 1951 : Die vier un jeep, de Léopold Lindberg
- 1957 : Bäkerei Zürrer, de Kurt Früh
- 1958 : Les Jeux dangereux,  de Pierre Chenal
- 1969 : Charles mort ou vif, de Alain Tanner
- 1969 : Le Champignon, de Marc Simenon
- 1970 : Le Fou, de Claude Goretta
- 1970 : Le Jour de noces, de Claude Goretta
- 1971 : Mourir d'aimer, de André Cayatte
- 1971 : Où est passé Tom ?, de José Giovanni
- 1971 : La Salamandre, de Alain Tanner
- 1972 : Corpo d'amore, de Fabio Carpi
- 1973 : La invitación (L'invitation), de Claude Goretta
- 1974 : Président Faust, de Jean Kerchbron
- 1974 : L'Amante végétale, de Jean Valmont
- 1974 : Pas si méchant que ça, de Claude Goretta
- 1975 : Der tod des flohzirkusdirectors, de Thomas Koerfer
- 1975 : La Chair de l'orchidée, de Patrice Chéreau
- 1975 : Les Grands Détectives, de Alexandre Astruc, episodio La Lettre volée
- 1976 : Lumière, de Jeanne Moreau
- 1977 : Exil, de Ana Simon
- 1977 : La Vocation suspendue, de Raoul Ruiz
- 1977 : Violanta,  de Daniel Schmid
- 1978 : Alzire, ou le nouveau continent, de Thomas Koerfer
- 1978 : Judith Therpauve, de Patrice Chéreau
- 1979 : Les Chemins de l'exil ou les dernières années de Jean-Jacques Rousseau, de Claude Goretta
- 1979 : Cristo si è fermato a Eboli, de Francesco Rosi
- 1980 : Marie, de Bernard Sobel
- 1981 : Il quartetto Basileus, de Fabio Carpi
- 1982 : La Femme flic, de Yves Boisset
- 1991 : Récréations, de Claire Simon

## Filmes sobre Simon
- François Simon - La présence, de Ana Simon y Louis Mouchet
- Simon, père et fils (1995), de Michel Boujut y Ana Simon